# Estland i olympiska sommarspelen 2012
Estland deltog i de olympiska sommarspelen 2012 som ägde rum i London i Storbritannien mellan den 27 juli och den 12 augusti 2012.

## Medaljörer
| Medalj | Namn        | Sport     | Gren                                   |
| ------ | ----------- | --------- | -------------------------------------- |
| Silver | Heiki Nabi  | Brottning | Herrarnas grekisk-romersk stil, 120 kg |
| Brons  | Gerd Kanter | Friidrott | Herrarnas diskus                       |

## Badminton
- Huvudartikel: Basket vid olympiska sommarspelen 2012

| Spelare   | Gren       | Gruppnivå                        | Gruppnivå                   | Gruppnivå         | Gruppnivå        | Eliminering       | Kvartsfinal       | Semifinal         | Final / brons     | Final / brons |
| Spelare   | Gren       | Motståndare Poäng                | Motståndare Poäng           | Motståndare Poäng | Placering        | Motståndare Poäng | Motståndare Poäng | Motståndare Poäng | Motståndare Poäng | Placering     |
| --------- | ---------- | -------------------------------- | --------------------------- | ----------------- | ---------------- | ----------------- | ----------------- | ----------------- | ----------------- | ------------- |
| Raul Must | Herrsingel | Lahnsteiner (AUT) W 21–14, 21–18 | Santoso (INA) L 12–21, 8–21 | 2                 | Gick inte vidare | Gick inte vidare  | Gick inte vidare  | Gick inte vidare  | Gick inte vidare  |               |

## Brottning
- Huvudartikel: Brottning vid olympiska sommarspelen 2012

Herrar, grekisk-romersk stil
| Brottare     | Gren    | Kvalomgång            | Åttondelsfinal           | Kvartsfinal          | Semifinal            | Återkval 1           | Återkval 2           | Final / brons        | Final / brons |
| Brottare     | Gren    | Motståndare Resultat  | Motståndare Resultat     | Motståndare Resultat | Motståndare Resultat | Motståndare Resultat | Motståndare Resultat | Motståndare Resultat | Placering     |
| ------------ | ------- | --------------------- | ------------------------ | -------------------- | -------------------- | -------------------- | -------------------- | -------------------- | ------------- |
| Ardo Arusaar | -96 kg  | Caraballo (VEN) W 5–0 | Dzeinichenka (BLR) L 1–3 | Gick inte vidare     | Gick inte vidare     | Gick inte vidare     | Gick inte vidare     | Gick inte vidare     | 8             |
| Heiki Nabi   | -120 kg | BYE                   | Chugoshvili (BLR) W 3–1  | Banak (POL) W 3–0    | Eurén (SWE) W 3–1    | BYE                  | BYE                  | M López (CUB) L 0–3  | 2             |

## Bågskytte
- Huvudartikel: Bågskytte vid olympiska sommarspelen 2012

Damer
| Bågskytt     | Gren                  | Ranking-runda | Ranking-runda | 32-delsfinal              | Sextondelsfinal   | Åttondelsfinal    | Kvartsfinal       | Semifinal         | Final             | Final            |
| Bågskytt     | Gren                  | Poäng         | Seedning      | Motståndare Poäng         | Motståndare Poäng | Motståndare Poäng | Motståndare Poäng | Motståndare Poäng | Motståndare Poäng | Placering        |
| ------------ | --------------------- | ------------- | ------------- | ------------------------- | ----------------- | ----------------- | ----------------- | ----------------- | ----------------- | ---------------- |
| Reena Pärnat | Damernas individuella | 621           | 52            | Valencia (MEX) (13) L 1–7 | Gick inte vidare  | Gick inte vidare  | Gick inte vidare  | Gick inte vidare  | Gick inte vidare  | Gick inte vidare |

## Cykling
- Huvudartikel: Cykling vid olympiska sommarspelen 2012

| Cyklist      | Gren                | Tid     | Placering |
| ------------ | ------------------- | ------- | --------- |
| Rene Mandri  | Herrarnas linjelopp | 5:46:37 | 50        |
| Grete Treier | Damernas linjelopp  | 3:35:56 | 17        |

## Friidrott
- Huvudartikel: Friidrott vid olympiska sommarspelen 2012

Förkortningar
- Notera – Placeringar gäller endast den tävlandes eget heat
- Q = Kvalificerade sig till nästa omgång via placering
- q = Kvalificerade sig på tid eller, i fältgrenarna, på placering utan att ha nått kvalgränsen
- NR = Nationellt rekord
- N/A = Omgången inte möjlig i grenen
- Bye = Idrottaren behövde inte delta i omgången

Herrar
Bana och väg
| Marek Niit  | 100 m      | BYE   | BYE | 10.40 | 7    | Gick inte vidare | Gick inte vidare | Gick inte vidare | Gick inte vidare |
| Marek Niit  | 200 m      | 20.82 | 6   | i.u.  | i.u. | Gick inte vidare | Gick inte vidare | Gick inte vidare | Gick inte vidare |
| Rasmus Mägi | 400 m häck | 50.05 | 5   | i.u.  | i.u. | Gick inte vidare | Gick inte vidare | Gick inte vidare | Gick inte vidare |

Fältgrenar
| Idrottare          | Gren           | Kval  | Kval      | Final            | Final            |
| Idrottare          | Gren           | Längd | Placering | Längd            | Placering        |
| ------------------ | -------------- | ----- | --------- | ---------------- | ---------------- |
| Raigo Toompuu      | Kulstötning    | 18.91 | 30        | Gick inte vidare | Gick inte vidare |
| Märt Israel        | Diskuskastning | 60.34 | 25        | Gick inte vidare | Gick inte vidare |
| Gerd Kanter        | Diskuskastning | 66.39 | 1 Q       | 68.03            | 3                |
| Aleksander Tammert | Diskuskastning | 60.20 | 27        | Gick inte vidare | Gick inte vidare |
| Risto Mätas        | Spjutkastning  | 78.56 | 21        | Gick inte vidare | Gick inte vidare |

Damer
Bana och väg
| Idrottare    | Event   | Final    | Final     |      |
| Idrottare    | Event   | Resultat | Placering | Rank |
| ------------ | ------- | -------- | --------- | ---- |
| Evelin Talts | Maraton | 2:54:15  | 103       |      |

Fältgrenar
| Idrottare        | Gren     | Kval  | Kval      | Final            | Final            |
| Idrottare        | Gren     | Längd | Placering | Längd            | Placering        |
| ---------------- | -------- | ----- | --------- | ---------------- | ---------------- |
| Anna Iljuštšenko | Höjdhopp | 1.90  | 15        | Gick inte vidare | Gick inte vidare |

Kombinerade grenar – sjukamp
| Idrottare    | Gren     | 100H  | HJ   | SP    | 200 m | LJ   | JT    | 800 m   | Final | Placering |
| ------------ | -------- | ----- | ---- | ----- | ----- | ---- | ----- | ------- | ----- | --------- |
| Grit Šadeiko | Resultat | 13.50 | 1.74 | 12.43 | 24.25 | 6.11 | 44.12 | 2.23.01 | 6013  | 23        |
| Grit Šadeiko | Poäng    | 1050  | 903  | 690   | 957   | 883  | 747   | 783     | 6013  | 23        |

## Fäktning
- Huvudartikel: Fäktning vid olympiska sommarspelen 2012

Herrar
| Idrottare          | Gren                | Omgång 1          | Omgång 2             | Omgång 3          | Kvartsfinal       | Semifinal         | Final / BM        | Final / BM |
| Idrottare          | Gren                | Motståndare Poäng | Motståndare Poäng    | Motståndare Poäng | Motståndare Poäng | Motståndare Poäng | Motståndare Poäng | Placering  |
| ------------------ | ------------------- | ----------------- | -------------------- | ----------------- | ----------------- | ----------------- | ----------------- | ---------- |
| Nikolai Novosjolov | Värja, individuellt | BYE               | Kelsey (USA) L 11–15 | Gick inte vidare  | Gick inte vidare  | Gick inte vidare  | Gick inte vidare  |            |

## Judo
Herrar
| Idrottare    | Gren               | 32-delsfinal              | Sextondelsfinal      | Åttondelsfinal       | Kvartsfinal          | Semifinal            | Återkval             | Bronsmatch           | Final                | Final     |
| Idrottare    | Gren               | Motståndare Resultat      | Motståndare Resultat | Motståndare Resultat | Motståndare Resultat | Motståndare Resultat | Motståndare Resultat | Motståndare Resultat | Motståndare Resultat | Placering |
| ------------ | ------------------ | ------------------------- | -------------------- | -------------------- | -------------------- | -------------------- | -------------------- | -------------------- | -------------------- | --------- |
| Martin Padar | Tungvikt (+100 kg) | Brayson (CUB) L 0001–0100 | Gick inte vidare     | Gick inte vidare     | Gick inte vidare     | Gick inte vidare     | Gick inte vidare     | Gick inte vidare     | Gick inte vidare     |           |

## Rodd
Herrar
| Geir Suursild Jüri-Mikk Udam                          | Dubbelsculler | 6:33,88 | 4 R    | 6:38,50 | 4   | Gick inte vidare | Gick inte vidare | Gick inte vidare | Gick inte vidare |
| Tõnu Endrekson Andrei Jämsä Allar Raja Kaspar Taimsoo | Scullerfyra   | 5:42,87 | 2 SA/B | BYE     | BYE | 6.07,85          | 2 FA             | 5.46,96          | 4                |

## Segling
Herrar
| Seglare           | Gren      | Lopp | Lopp | Lopp | Lopp   | Lopp | Lopp | Lopp | Lopp | Lopp   | Lopp | Lopp | Summerad poäng | Finalplacering |
| Seglare           | Gren      | 1    | 2    | 3    | 4      | 5    | 6    | 7    | 8    | 9      | 10   | M*   | Summerad poäng | Finalplacering |
| ----------------- | --------- | ---- | ---- | ---- | ------ | ---- | ---- | ---- | ---- | ------ | ---- | ---- | -------------- | -------------- |
| Johannes Ahun     | RS:X      | 27   | 20   | 22   | 32 DPI | 31   | 14   | 22   | 28   | 39 DNF | 35   | EL   | 270            | 30             |
| Karl-Martin Rammo | Laser     | 7    | 18   | 3    | 21     | 8    | 12   | 30   | 31   | 18     | 39   | EL   | 187            | 18             |
| Deniss Karpak     | Finnjolle | 14   | 9    | 11   | 11     | 11   | 1    | 7    | 13   | 11     | 11   | EL   | 99             | 11             |

M = Medaljlopp; EL = Eliminerad – gick inte vidare till medaljloppet;
Damer
| Seglare       | Gren         | Lopp | Lopp | Lopp | Lopp | Lopp | Lopp | Lopp | Lopp | Lopp | Lopp | Lopp | Summerad poäng | Finalplacering |
| Seglare       | Gren         | 1    | 2    | 3    | 4    | 5    | 6    | 7    | 8    | 9    | 10   | M*   | Summerad poäng | Finalplacering |
| ------------- | ------------ | ---- | ---- | ---- | ---- | ---- | ---- | ---- | ---- | ---- | ---- | ---- | -------------- | -------------- |
| Ingrid Puusta | RS:X         | 15   | 20   | 6    | 15   | 14   | 21   | 15   | 12   | 20   | 17   | EL   | 155            | 15             |
| Anna Pohlak   | Laser radial | 27   | 39   | 41   | 37   | 36   | 6    | 36   | 36   | 31   | 36   | EL   | 325            | 35             |

M = Medaljlopp; EL = Eliminerad – gick inte vidare till medaljloppet;